# Presbiterianismo em Sergipe
O Presbiterianismo é a terceira maior família denominacional protestante histórica em Sergipe (atrás apenas dos batistas e adventistas), correspondendo a 0,48% da população da unidade federativa, o maior percentual entre os estados do Nordeste do Brasil.

## História
O Presbiterianismo chegou em Sergipe em 1863, quando o colportor Pedro Nolasco de Andrade, visitou a cidade de Laranjeiras. Todavia, o colportor não foi recebido pela população da cidade, que o apedrejou e tomou seus panfletos.
Posteriormente, em 1868, o colportor Torquato Martins Cardoso visitou a cidade, ocasião em que foi preso por vender bíblias e outros livros religiosos protestantes. Nos anos seguintes, outros colportores também vieram à cidade. Destacam-se:  Pedro Degiovanni, Cristiano Peixoto e Camillo Tito Rossi.
Finalmente, em 1878, o maçom Reverendo Alexander Latimer Blackford foi o primeiro bem-sucedido pastor presbiteriano a atuar no Estado. Na sua primeira visita fez uma pregação na cidade de Laranjeiras e Aracaju e foi bem recebido pela população local. Em 1881, o missionário esteve novamente no Estado, pregando à população local.
Em 1884, a Primeira Igreja Presbiteriana de Laranjeiras foi organizada. O primeiro pastor da referida igreja foi o Rev. John Benjamin Kolb, enviado pelo Presbitério do Rio de Janeiro. Em 1892, o Rev. Kolb foi transferido para o Estado da Bahia, de forma que o Rev. William E. Finley lhe substituiu.
Em 1886, foi fundada a primeira escola presbiteriana do Estado, em Laranjeiras, transferida para Aracaju em 1898. Em 1889, o Rev. Blackford e o colportor Herculano Café foram vítimas de atos violentos quando pregavam em Laranjeiras, sendo esmurrados e apedrejados.
Em 1896, o colportor José Maria começou a difundir a Fé Reformada em Simão Dias, depois de passar por Riachão do Dantas, com auxílio do missionário Cassius E. Bixler.
Posteriormente, em 1901, foi fundada a Primeira Igreja Presbiteriana de Aracaju, com 45 membros. Em 1938, foi organizada também a Primeira Igreja Presbiteriana de Itabaiana.
A partir da evangelização e plantação de mais igrejas, o Presbiterianismo tornou-se a terceira maior família denominacional protestante histórica no Estado.

## Igreja Presbiteriana do Brasil

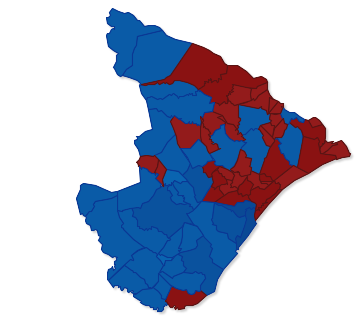
Municipios com igrejas federadas a Igreja Presbiteriana do Brasil em Sergipe

A Igreja Presbiteriana do Brasil é a maior denominação presbiteriana em Sergipe. É constituída no Estado por 2 sínodos, a saber: Sínodo Sergipe e Sínodo Alagoas-Sergipe que juntos possuem 5 presbitérios localizados no Sergipe e aproximadamente 48 igrejas e congregações federadas em todo o Estado.

## Igreja Presbiteriana Independente do Brasil
A Igreja Presbiteriana Independente do Brasil tem 5 igrejas em Aracaju.

## Outras denominações presbiterianas
A  Igreja Presbiteriana Conservadora do Brasil, Igreja Presbiteriana Fundamentalista do Brasil e Igreja Presbiteriana Unida do Brasil não possuem igrejas no estado.